# Wołodymyr Demiszkan
Wołodymyr Fedorowycz Demiszkan (ukr. Володимир Федорович Демішкан; ur. 16 listopada 1949 w Nowoarchangielsku) – ukraiński polityk, przewodniczący Winnickiej Obwodowej Administracji Państwowej (od 6 kwietnia do 26 maja 2010), przewodniczący Państwowej Służby Drogowej („Ukrawtodor”, w latach 2001–2004, 2006–2007, od 26 maja 2010).
Członek Partii Regionów, deputowany Rady Najwyższej Ukrainy VI kadencji.